# NGC 6137B
NGC 6137B is een spiraalvormig sterrenstelsel in het sterrenbeeld Noorderkroon. Het hemelobject werd op 17 maart 1787 ontdekt door de Duits-Britse astronoom William Herschel.

## Synoniemen
- MCG 6-36-38
- ZWG 196.52
- PGC 57964